# Bugula scaphoides
Bugula scaphoides är en mossdjursart som beskrevs av James Barrie Kirkpatrick 1890. Bugula scaphoides ingår i släktet Bugula och familjen Bugulidae. Utöver nominatformen finns också underarten B. s. constricta.